# Campionat britànic de trial 1953
La temporada de 1953 del Campionat britànic de trial fou la 4a edició d'aquest campionat, organitzat per l'ACU. El calendari oficial constava de 32 proves puntuables.

## Classificació final
| Posició | Pilot          | Motocicleta   | Punts |
| ------- | -------------- | ------------- | ----- |
| 1       | Jeff Smith     | BSA           | 93    |
| 2       | Gordon Jackson | AJS           | 90    |
| 3       | John Brittain  | Royal Enfield | 88    |
| 4       | John Draper    | BSA           | 74    |
| 5       | J. Wicken      | ?             | 50 ½  |
| 6       | G. Fischer     | ?             | 43    |
| 7       | E. Usher       | ?             | 42    |
| 8       | John Giles     | Triumph?      | 40 ½  |
| 9       | D. Evans       | ?             | 40    |
| 10      | F. Hickman     | ?             | 40    |